# Felix Krull (Oper)
Felix Krull ist eine Oper in zwei Akten von Marc L. Vogler (Komposition und Libretto) nach dem gleichnamigen Hochstaplerroman von Thomas Mann. Die Uraufführung fand am 7. Januar 2023 unter der Leitung des Komponisten im Kölner Excelsior Hotel Ernst statt.

## Handlung

### Erster Akt
Der prominente Hochstapler Felix Krull gibt in einem Grandhotel seine erste Pressekonferenz nach Haftentlassung. Er berichtet wortgewandt aus seinem trügerischen Leben, welches einst in ebendiesem Hotel seinen Anfang fand.
Begonnen hat alles für ihn mit einem Auftritt des Operettenstars Müller-Rosé, welcher im Hotel gastiert. Bühnenfigur und Privatperson, Schein und Sein des Künstlers, werden zum Vorbild für den jungen Hochstapler. Krull bewirbt sich auf Empfehlung seines Paten Schimmelpreester, einem Modefotografen, daraufhin beim Hoteldirektor Stürzli und bekommt eine Anstellung als Liftboy. Von dieser Tätigkeit allerdings bald gelangweilt, beginnt Krull zunehmend, sich mehr als Gast denn als Bediensteter im Grand Hotel zu geben und inszeniert sich als wohlhabender Influencer in sozialen Netzwerken.
Im Hotel steigt zu dieser Zeit auch ein junger Marquis mit seiner Geliebten Zaza ab, einer Hochtrapezakrobatin und Sängerin. Ebenfalls im Hotel wohnt die exzentrische Schriftstellerin Diane Philibert. Felix blickt in immer häufiger werdenden Influencer-Inszenierungen auf seine Kindheit im Rheingau zurück. Aufgewachsen als Sohn einer feinbürgerlichen Familie, ist seine Schwester Olympia eine aufstrebende Operettensängerin und sein Vater Engelbert ein lebenslustiger Schaumweinfabrikant. Bei einer ausgelassenen Firmenfeier anlässlich des Jubiläums der Schaumweinfabrik wird jedoch bekannt, dass die väterliche Firma bankrott ist, die Stimmung beginnt gegen den Gastgeber zu kippen und Engelbert Krull nimmt sich abseits der Tumulte das Leben.

### Zweiter Akt
Als Sohn eines Bankrottiers und Selbstmörders ist Felix ein gesellschaftlicher Außenseiter. Es bleibt ihm keine andere Möglichkeit, als sich mittels Lügen und Vortäuschung falscher Rollen ein besseres Leben zu verschaffen. Auf Wunsch des Marquis de Venosta besucht Krull ihn in Paris, um dort mit ihm die Rolle zu tauschen und fortan an seiner Stelle zu reisen, damit der Marquis bei seiner geliebten Zaza bleiben kann.
Durch sein gutes Aussehen und seine ausgezeichneten Umgangsformen fällt es ihm nicht schwer, sich als wohlhabender Graf auszugeben. Auch verbringt Krull im Hotel eine Liebesnacht mit Diane Philibert und stiehlt dabei ihren Schmuck. Er tauscht den gestohlenen Schmuck unter einem Vorwand bei einem Pariser Uhrmacher ein, um sich davon neue Kleidung zu kaufen. Bei einem Cabaret-Auftritt von Venostas Freundin Zaza, dem der immer dekadenter werdende Krull beiwohnt, wird er – sich auf dem Höhepunkt seiner Hochstaplerrolle wähnend – plötzlich von der Polizei festgenommen. Aus dem Radio ist zu hören, dass Krull die Haft mit der Niederschrift seiner Memoiren und deren Vertonung als Oper zugebracht habe, einem „mehrstündigen Werk für 10 Solisten, Salonorchester und 100 Komparsen“.

## Gestaltung

### Musik
Die Musik enthält zahlreiche ironische Anspielungen auf bekannte Opern und Operetten. Infolge der selbstreferenziellen Prämisse der Oper, der Protagonist Felix Krull selbst sei ihr Urheber, arbeitet das Stück auf musikalischer Ebene mit Stilkopien, Stilcollagen und Plagiaten der klassischen Opernliteratur.
Ein besonderer Stellenwert kommt musikalisch der Figur des Müller-Rosé zu. Privatperson und Bühnenfigur, Sein und Schein des Opernsängers ziehen sich leitmotivisch durch die gesamte Struktur des Werkes. Das offen sichtbare Orchester der Oper (Bühnenmusik) wird als Müller-Rosés Tourneeorchester vorgestellt und orientiert sich als solches an der Struktur von Salonorchestern der 1920er-Jahre:

### Orchesterbesetzung
- Klavier (auch Synthesizer)
- Violine
- Viola
- Violoncello
- Kontrabass
- Saxophon (Sopran-, Alt- und Tenorsaxophon)
- Trompete
- Bassposaune
- Gitarre
- Schlagzeug (auch Xylophon, Glockenspiel, Tam-Tam und Percussion)

## Uraufführung
Am 7. Januar 2023 feierte die Oper ihre Premiere im Kölner Excelsior Hotel Ernst, knapp hundert Jahre, nachdem Thomas Mann selbst dort zu Gast war. Regie führte Oliver Klöter, der Komponist selbst hatte die musikalische Leitung inne. Voglers Konzept, die Oper in einem Grandhotel uraufzuführen, lag zugrunde, die Grenze zwischen Publikum und Akteuren bis zur Untrennbarkeit verschwimmen zu lassen. In diesem Zusammenhang spielte das Werk (im laufenden Hotelbetrieb) inmitten des Publikums und an den scheinbaren Originalschauplätzen des jungen Liftboys Felix Krull: die gesamte Lobby des Hotels inklusive des Fahrstuhls, der Eingangsbereich, mehrere Treppenhäuser sowie der Salon Gereon wurden am Premierenabend zur Spielfläche. Die lange im Voraus ausverkaufte Uraufführung wurde u. a. in der WDR 3-Sendung Tonart angekündigt und live ins Internet übertragen.